# مدی اویل
«مدی اویل» (انگلیسی: MediEvil) یک بازی ویدئویی در سبک سکوبازی است که توسط سونی اینتراکتیو انترتینمنت و در سال ۱۹۹۸ و در پلت‌فرم پلی‌استیشن منتشر شده‌است.

## داستان
در سال ۱۲۸۶، جادوگر شیطانی به نام زاروک با ارتش مردگانش نقشه تسخیر پادشاهی گالومیر را کشید. بر اساس افسانه‌ها، سِر دانیل فورتسکیو، قهرمان پادشاهی، ارتش گالومیر را به پیروزی رساند و زاروک را کشت قبل از آنکه خودش بر اثر جراحاتش جان بسپارد. اما در واقعیت، دَن با اولین تیر پرتاب شده در نبرد از پای درآمد و پادشاه برای پوشاندن این واقعیت، او را "قهرمان گالومیر" نامید. در حالی که زاروک به مخفیگاهش گریخت.
صد سال بعد، زاروک بازمی‌گردد و با اجرای طلسمی، گالومیر را در شب ابدی فرو می‌برد، ارتش مردگانش را بیدار می‌کند و روح زندگان را می‌دزدد. اما ناخواسته باعث بازگشت دَن به عنوان جسدی اسکلتی می‌شود - جسدی بدون آرواره (که در نبرد از دست داده بود) و چشمی که در نبرد گالومیر نابینا شده بود. از آنجا که دَن به دلیل مرغ ننگینش نتوانسته بود به تالار افسانه‌ای قهرمانان برود، از این فرصت استفاده می‌کند تا زاروک را شکست دهد، گالومیر را نجات دهد و جایگاه واقعی خود را به عنوان قهرمانی راستین به دست آورد.
در طول سفر دَن در گالومیر، او با انواع هیولاها و ارتش زاروک می‌جنگد تا سرانجام به لانه زاروک می‌رسد. با استفاده از روح متحدان قدیمی‌اش که با جمع‌آوری جام‌ها به دست آورده، از محافظان اسکلتی زاروک عبور می‌کند. پس از شکست دادن لرد کاردوک، قهرمان زاروک (که او هم در نبرد گالومیر با تیر کماندوست دَن، کَنی تیم، از پای درآمده بود)، زاروک به هیولایی قدرتمند (به شکل اژدها) تبدیل می‌شود، اما دَن او را نیز شکست می‌دهد.
زاروک با آخرین نفسش سعی می‌کند با فرو ریختن لانه، دَن را نیز با خود بکشد (که در این فرآیند ناخواسته خودش نیز زیر آوار می‌ماند). دَن فرار می‌کند و طلسم زاروک از بین می‌رود. روح‌ها به صاحبانشان بازمی‌گردند و مردگان دوباره به آرامش می‌رسند. با از بین رفتن طلسمی که بر دَن اثر گذاشته بود، او به آرامگاهش بازگشته و دوباره به خواب ابدی فرو می‌رود. اگر بازیکن تمام جام‌ها را جمع‌آوری کرده باشد، دَن به تالار قهرمانان صعود می‌کند و به عنوان قهرمان راستین گالومیر مورد تحسین قرار می‌گیرد.